# Галаганове урочище
Галага́нове — заповідне урочище місцевого значення в Україні. Розташоване на території Згурівської селищної громади Броварського району Київської області. 
Площа 170 га. Оголошено рішенням Київського облвиконкому № 118 від 28 лютого 1972 року. Землекористувачем є ДП «Переяслав-Хмельницьке лісове господарство». 
Знаходить на відстані 1 кілометр від Володимирівського, 2 км від Щасливого та Згурівки та за 3 км від Старої Оржиці. 
Урочище являє собою старий листяний ліс.